# История золотой рыбки
«История золотой рыбки» (фр. Histoire d'un poisson rouge) — короткометражный фильм режиссёра Эдмона Ceшана, снятый при участии студии Жака-Ива Кусто Les Requins associés.
Фильм, с музыкальным сопровождением, но без диалогов, заставляет задуматься о том, насколько в нас сильны предубеждения.

## Сюжет
В фильме рассказывается о японском мальчике, который живёт в Париже и у которого не складываются отношения с одноклассниками. Однажды на карнавале мальчик выиграл золотую рыбку. Он приносит её к себе домой, помещает в ёмкость с водой и ставит рядом с клеткой, в которой сидит домашняя канарейка. Пока мальчик в школе и дома никого нет, рыбка и канарейка играют. Рыбка случайно выпрыгивает из чаши и падает рядом с ней. 
В окно влезает уличная кошка, которая является серьёзной угрозой для маленькой рыбки. Кошка пытается нападать на канарейку, но та защищена клеткой. Потом кошка замечает рыбку, судорожно открывающую рот. Зритель думает, что сейчас кошка съест рыбку, но кошка хватает рыбку зубами и возвращает в чашу, спасая ей жизнь. В этот момент возвращается мальчик, а кошка покидает квартиру.

## Съёмочная группа и технические характеристики
- Постановка: Эдмон Сешан
- Продюсер: Жак-Ив Кусто, студия Les Requins associés
- Автор сценария: Роже Мог
- Оператор: Пьер Гупи
- Монтажёр: Жорж Алепе
- Распространение: Columbia Pictures
- Дата выхода: 12 октября 1959 года.
- Жанр: Короткометражный
- Продолжительность: 19 минут.
- Страна: Франция
- Язык титров: французский (диалог отсутствует).

## Признание
Фильм получил специальную премию жюри Каннского кинофестиваля 1959 года, а также премию Американской Киноакадемии («Оскар») за лучший короткометражный фильм 1960 года.